# Kyōhei Kuroki
Kyōhei Kuroki (japanisch 黒木 恭平 Kuroki Kyōhei; * 31. Juli 1989 in der Präfektur Kumamoto) ist ein japanischer Fußballspieler.

## Karriere
Kuroki erlernte das Fußballspielen in der Schulmannschaft der Senshu University Tamana High School und der Universitätsmannschaft der Fukuoka-Universität. Seinen ersten Vertrag unterschrieb er 201 bei Sagan Tosu. Der Verein spielte in der zweithöchsten Liga des Landes, der J2 League. 2011 wurde er mit dem Verein Vizemeister der J2 League und stieg in die J1 League auf. 2013 wechselte er zum Zweitligisten Ehime FC. Für den Verein absolvierte er 23 Ligaspiele. 2014 wechselte er zu Verspah Ōita. 2015 wechselte er zum Drittligisten Renofa Yamaguchi FC. 2015 wurde er mit dem Verein Meister der J3 League und stieg in die J2 League auf. Für den Verein absolvierte er 44 Ligaspiele. 2017 wechselte er zum Ligakonkurrenten Ōita Trinita. Für den Verein absolvierte er neun Ligaspiele. 2018 wechselte er zum Drittligisten Kagoshima United FC. Für den Verein absolvierte er vier Ligaspiele. Im Juli 2018 wechselte er zum Zweitligisten Kyoto Sanga FC. Mit dem Verein feierte er Ende 2021 die Vizemeisterschaft und den Aufstieg in die erste Liga. Für den Verein aus Kyōto stand er 77-mal auf dem Spielfeld. Im Februar 2022 wurde sein Vertrag nicht verlängert.

## Erfolge
Kyoto Sanga FC
- Japanischer Zweitligavizemeister: 2021  ▲